# Otto zu Stolberg-Wernigerode
Otto zu Stolberg-Wernigerode (Gedern, 30 ottobre 1837 – Castello di Wernigerode, 19 novembre 1896) è stato un politico tedesco.

## Biografia
Figlio del conte Hermann zu Stolberg-Wernigerode e della contessina Emma zu Erbach-Fürstenau, sia da parte di padre che da parte di madre discendeva da alcune delle più antiche famiglie nobili tedesche, in quanto era cugino di secondo grado del principe Ernesto Albano Luigi di Löwenstein-Wertheim-Freudenberg e vantava anche una parentela con il casato dei Reuss.
Stolberg-Wernigerode portò a termine gli studi primari presso il gymnasium di Duisburg, intraprendendo poi gli studi di diritto internazionale nelle università di Gottinga e Heidelberg, laureandosi con la percentuale più alta del suo corso. Inoltre compensò gli studi con un periodo di servizio militare come ufficiale di un reggimento dell'esercito prussiano; nel 1866 sposò una sua parente, la principessina Anna Reuss zu Köstritz, sua coetanea e figlia del principe Enrico LXIII Reuss di Köstritz.
Decise poi di intraprendere la carriera politica; grazie alla sua fama di esperto in legge riuscì a farsi eleggere nel 1867 presidente della provincia di Hannover. Fin da allora zu Stolberg-Wernigerode intraprese una politica filo-bismarckiana, emulando il primo ministro prussiano in molti aspetti, tra i quali la decisione di togliere ai socialdemocratici l'influsso sulle masse. Dopo l'unificazione della Germania sotto gli Hohenzollern nel 1871, Stolberg-Wernigerode, soprattutto per intercessione di suo zio, il conte Eberhard zu Stolberg-Wernigerode, decise di entrare come deputato nel parlamento della Germania del nord per il Partito Liberalconservatore Tedesco. Si avvicinò ulteriormente alla politica di Bismarck e ad alcuni membri del suo partito: il barone Carl Ferdinand von Stumm-Halberg, Karl Rudolf Friedenthal, Heinrich von Achenbach e Hermann von Hatzfeld che erano appunto ritenuti le "teste" del partito.
Deputato alla Camera dei signori di Prussia, grazie soprattutto alle sue amicizie divenne uno dei protetti di Bismarck che lo elevò alla carica di vicecancelliere (che dovette condividere con von Boetticher) nel suo governo nel 1878; rappresentò anche la Germania a Vienna. Inoltre influenzò la politica colonialista della Germania, patrocinando la colonizzazione delle Samoa e del Togo. Ricoprì per alcuni anni il ruolo di ministro delle poste e si distinse per il voler continuare la politica filo-russa di Bismarck; dal 1885 al 1888 successe ad Alexander von Schleinitz come presidente delle Köngliches Hauses di Prussia; perse però questa carica in favore di Wilhelm von Wedell-Piesdorf con l'avvento di Guglielmo II, che lo nominò però principe e cavaliere dell'Ordine dell'Aquila Nera e dell'Ordine di San Giovanni del baliaggio di Brandeburgo; fu poi presidente del Parlamento dell'Assia. Morì nel suo castello di Wernigerode a 59 anni, sua figlia Emma aveva sposato Karl zu Solms-Hohensolms-Lich.

## Ascendenza
|                                             |                                    |                                                   | Genitori                                       |  |  | Nonni |  |  | Bisnonni                                    |  |  | Trisnonni                              |  |
|                                             |                                    |                                                   |                                                |  |  |       |  |  | Christian Friedrich zu Stolberg-Wernigerode |  |  | Heinrich Ernst zu Stolberg-Wernigerode |  |
|                                             |                                    |                                                   |                                                |  |  |       |  |  | Christian Friedrich zu Stolberg-Wernigerode |  |  | Heinrich Ernst zu Stolberg-Wernigerode |  |
|                                             |                                    | Christiane Anna von Anhalt-Köthen                 |                                                |  |  |       |  |  | Christian Friedrich zu Stolberg-Wernigerode |  |  |                                        |  |
| Henrich zu Stolberg-Wernigerode             |                                    |                                                   |                                                |  |  |       |  |  | Christian Friedrich zu Stolberg-Wernigerode |  |  |                                        |  |
|                                             |                                    | Auguste Eleonore zu Stolberg-Stolberg             | Christoph Ludwig zu Stolberg-Stolberg          |  |  |       |  |  |                                             |  |  |                                        |  |
|                                             |                                    | Auguste Eleonore zu Stolberg-Stolberg             | Christoph Ludwig zu Stolberg-Stolberg          |  |  |       |  |  |                                             |  |  |                                        |  |
|                                             |                                    | Auguste Eleonore zu Stolberg-Stolberg             | Luise Charlotte zu Stolberg-Rossla             |  |  |       |  |  |                                             |  |  |                                        |  |
| Hermann zu Stolberg-Wernigerode             |                                    | Auguste Eleonore zu Stolberg-Stolberg             |                                                |  |  |       |  |  |                                             |  |  |                                        |  |
|                                             |                                    | Otto Carl Friedrich von Schönburg-Waldenburg      | Albert Carl Friedrich von Schönburg-Waldenburg |  |  |       |  |  |                                             |  |  |                                        |  |
|                                             |                                    | Otto Carl Friedrich von Schönburg-Waldenburg      | Albert Carl Friedrich von Schönburg-Waldenburg |  |  |       |  |  |                                             |  |  |                                        |  |
|                                             |                                    | Otto Carl Friedrich von Schönburg-Waldenburg      | Frederike von der Marwitz                      |  |  |       |  |  |                                             |  |  |                                        |  |
| Caroline Alexandra von Schönburg-Waldenburg |                                    | Otto Carl Friedrich von Schönburg-Waldenburg      |                                                |  |  |       |  |  |                                             |  |  |                                        |  |
|                                             |                                    | Henriette Reuss zu Köstritz                       | Heinrich XXIII Reuss zu Köstritz               |  |  |       |  |  |                                             |  |  |                                        |  |
|                                             |                                    | Henriette Reuss zu Köstritz                       | Heinrich XXIII Reuss zu Köstritz               |  |  |       |  |  |                                             |  |  |                                        |  |
|                                             |                                    | Henriette Reuss zu Köstritz                       | Ernestine von Schönburg-Wechselburg            |  |  |       |  |  |                                             |  |  |                                        |  |
| Otto zu Stolberg-Wernigerode                |                                    | Henriette Reuss zu Köstritz                       |                                                |  |  |       |  |  |                                             |  |  |                                        |  |
|                                             | Christian Karl zu Erbach-Fürstenau | Georg Albert III zu Erbach-Fürstenau              |                                                |  |  |       |  |  |                                             |  |  |                                        |  |
|                                             | Christian Karl zu Erbach-Fürstenau | Georg Albert III zu Erbach-Fürstenau              |                                                |  |  |       |  |  |                                             |  |  |                                        |  |
|                                             | Christian Karl zu Erbach-Fürstenau | Adolfine Wilhelmine von Schwarzburg-Sondershausen |                                                |  |  |       |  |  |                                             |  |  |                                        |  |
| Albrecht zu Erbach-Fürstenau                | Christian Karl zu Erbach-Fürstenau |                                                   |                                                |  |  |       |  |  |                                             |  |  |                                        |  |
|                                             |                                    | Luise von Degenfeld-Schonburg                     | August Christof von Degenfeld-Schonburg        |  |  |       |  |  |                                             |  |  |                                        |  |
|                                             |                                    | Luise von Degenfeld-Schonburg                     | August Christof von Degenfeld-Schonburg        |  |  |       |  |  |                                             |  |  |                                        |  |
|                                             |                                    | Luise von Degenfeld-Schonburg                     | Helene Elisabeth Riedesel zu Eisenbach         |  |  |       |  |  |                                             |  |  |                                        |  |
| Emma zu Erbach-Fürstenau                    |                                    | Luise von Degenfeld-Schonburg                     |                                                |  |  |       |  |  |                                             |  |  |                                        |  |
|                                             |                                    | Friedrich Ludwig zu Hohenlohe-Ingelfingen         | Heinrich August zu Hohenlohe-Ingelfingen       |  |  |       |  |  |                                             |  |  |                                        |  |
|                                             |                                    | Friedrich Ludwig zu Hohenlohe-Ingelfingen         | Heinrich August zu Hohenlohe-Ingelfingen       |  |  |       |  |  |                                             |  |  |                                        |  |
|                                             |                                    | Friedrich Ludwig zu Hohenlohe-Ingelfingen         | Wilhelmine Eleonore zu Hohenlohe-Öhringen      |  |  |       |  |  |                                             |  |  |                                        |  |
| Emilie zu Hohenlohe-Ingelfingen             |                                    | Friedrich Ludwig zu Hohenlohe-Ingelfingen         |                                                |  |  |       |  |  |                                             |  |  |                                        |  |
|                                             |                                    | Amalie von Hoym                                   | Julius Gebhard von Hoym                        |  |  |       |  |  |                                             |  |  |                                        |  |
|                                             |                                    | Amalie von Hoym                                   | Julius Gebhard von Hoym                        |  |  |       |  |  |                                             |  |  |                                        |  |
|                                             |                                    | Amalie von Hoym                                   | Christiane von der Osten-Sacken                |  |  |       |  |  |                                             |  |  |                                        |  |
|                                             |                                    | Amalie von Hoym                                   |                                                |  |  |       |  |  |                                             |  |  |                                        |  |